# Метиламін
Метиламін  — хімічна сполука з формулою CH3NH2, найпростіша органічна похідна аміаку, первинний аліфатичний амін. За нормальних умов метиламін є безбарвним газом із запахом аміаку.

## Отримання
Промислове виробництво метиламіну ґрунтується на взаємодії метанолу з аміаком при високій температурі
(від 370 до 430 °C) та тиску приблизно 20 атмосфер. Реакція проходить в газовій фазі на гетерогенному каталізаторі на основі цеоліту. Побічними продуктами реакції є вода, диметиламін (CH3)2NH і триметиламін (CH3)3N:
{\displaystyle \mathrm {CH_{3}OH+NH_{3}\rightarrow CH_{3}NH_{2}+H_{2}O} }
{\displaystyle \mathrm {CH_{3}NH_{2}+CH_{3}OH\rightarrow (CH_{3})_{2}NH+H_{2}O} }
{\displaystyle \mathrm {(CH_{3})_{2}NH+CH_{3}OH\rightarrow (CH_{3})_{3}N+H_{2}O} }
Очистка метиламіну від побічних продуктів проводиться шляхом його багаторазової перегонки.
Альтернативний метод отримання метиламіну базується на взаємодії формаліну з хлористим амонієм при нагріванні.

## Хімічні властивості
Метиламін є типовим первинним аміном. З кислотами метиламін утворює солі метиламонію. В реакціях з альдегідами й ацеталями метиламін утворює основи Шиффа. При взаємодії зі складними ефірами або ацилхлоридами дає аміди[джерело?].
Горіння метиламіну проходить за рівнянням:
{\displaystyle \mathrm {4CH_{3}NH_{2}+9O_{2}\rightarrow 4CO_{2}+10H_{2}O+2N_{2}} }

## Застосування
Метиламін використовують у синтезі пестицидів, ліків, барвників, метамфетаміну. Найбільш важливими з продуктів є N-метил-2-піролідон (NMP), метилформамід, кофеїн, ефедрин і N,N'-диметилсечовина[джерело?]. 
В лабораторній практиці використовують у вигляді розчину 40 % мас. у воді, в метанолі, етанолі або ТГФ[джерело?].

## Дія на організм
При вдиханні метиламін викликає сильне подразнення шкіри, очей та верхніх дихальних шляхів. Вдихання метиламіну призводить спочатку до збудження, а потім пригнічення центральної нервової системи. Смерть може настати від зупинки дихання[джерело?].